# Victor Mauvais
Pour les articles homonymes, voir Mauvais.
Victor Félix Mauvais, né le 7 mars 1809 à Maîche (Doubs) et mort le 22 mars 1854 à Paris, est un astronome et homme politique français.

## Biographie
Fils  d'un  cultivateur du Doubs, il termine ses études à Besançon puis se rend à Paris où il devient répétiteur de mathématiques à la pension Barbet.
Victor Mauvais entre en 1836 à l'Observatoire de Paris comme élève-astronome sur recommandation d'Arago. Avec Laugier, il observe en 1842 la comète de Encke et étudie l'origine du phénomène durant l'éclipse totale du Soleil de la même année. 
Il est membre du bureau des longitudes de 1843 à 1854, s'occupant de météorologie. Il est élu à l'académie des sciences en 1843. On lui doit de nombreuses traductions de textes d'astronomie allemands.

## Prix et honneurs
Le prix Lalande lui est décerné par l'Académie en 1843 pour la découverte, en mai de cette année, d'une comète à l'aide d'un télescope.
Il est député du Doubs de 1848 à 1849, siégeant à gauche. 
Le 2 mars 1854, l'observatoire et le bureau du longitudes sont séparés, ce qui oblige Victor Mauvais à quitter cet établissement. Très affecté, il tombe malade et se suicide quelques semaines plus tard.